# Nedašovce
Nedašovce jsou obec na Slovensku v okrese Bánovce nad Bebravou.
Leží v nadmořské výšce 210 metrů. Žije zde 427 obyvatel.
První písemná zmínka o obci je z roku 1232. V obci je římskokatolický kostel Nejsvětější Trojice.